# 章藻功

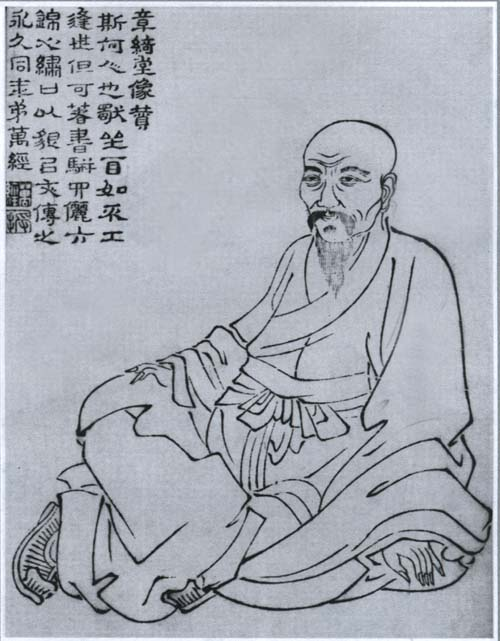
康熙六十一年刻《思绮堂文集》之章藻功像

章藻功（？—？），字岂绩，浙江钱塘县（今属杭州市）人。清朝文人。

## 生平
康熙四十二年（1703年）进士。授翰林院庶吉士，仅五个月后即辞官归里养母。工骈文，求以新巧胜人。有《思绮堂集》。